# Saint Lundi

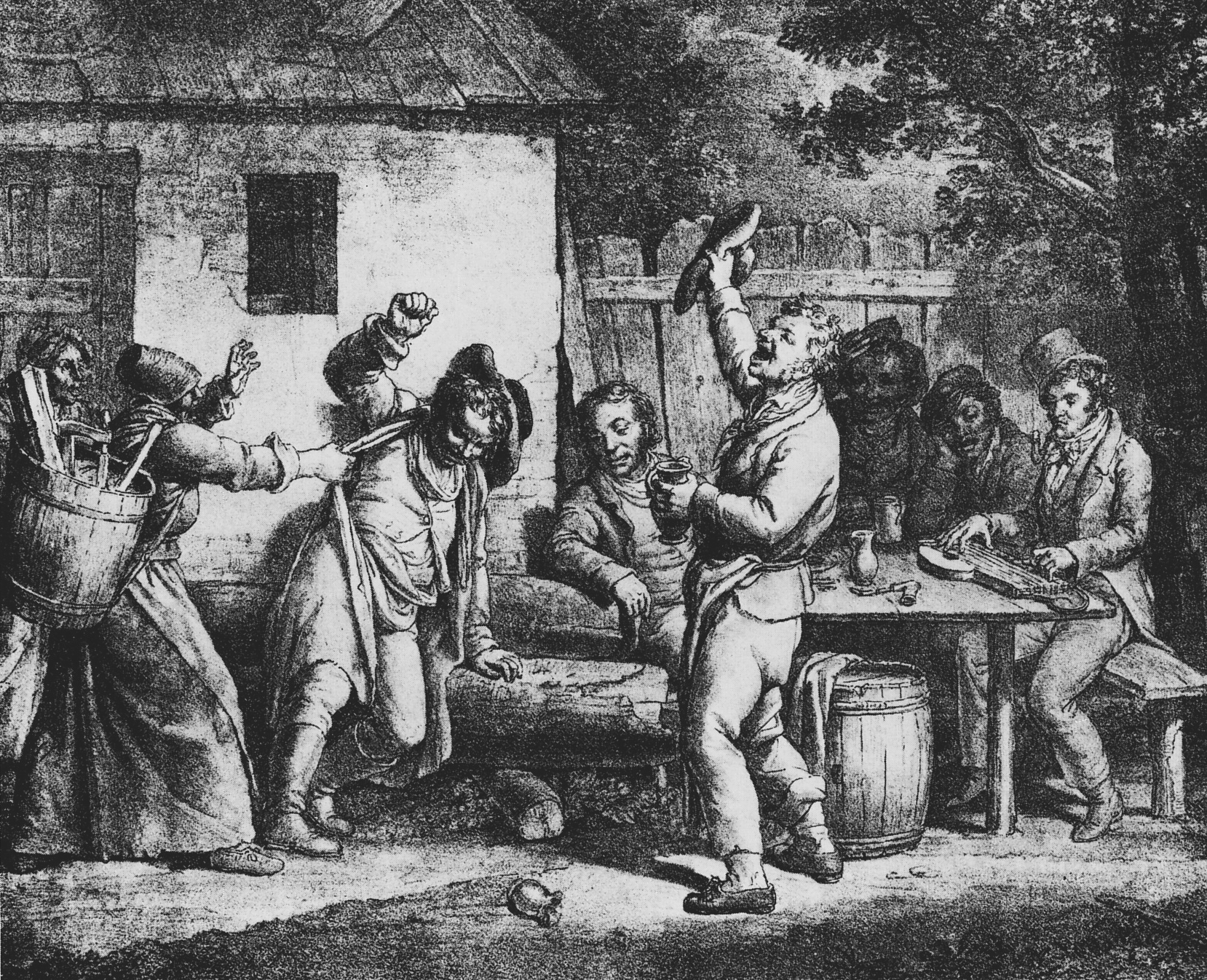
Des travailleurs réunis fêtant le Saint Lundi dans une taverne du Prater, à Vienne. Lithographie par Joseph Lanzedelly der Ältere, 1818.

La Saint Lundi est le nom d'une coutume populaire consistant à chômer volontairement le lundi, voire plusieurs jours de suite. Cette pratique était une véritable institution dans l'ensemble de l'Europe, pays scandinaves et germaniques, en Catalogne, en Andalousie, en Belgique, en France, en Suisse et en Angleterre.

## Histoire
L'existence de la Saint Lundi est attestée en Europe dès le Moyen Âge, auprès des artisans et travailleurs de l'industrie, pour lesquels il se pose progressivement en concurrence au repos dominical (dimanche chrétien) et permet de développer des pratiques politiques et syndicales. Il prend de l'ampleur puis disparaît au XIXe siècle. Il ne s’agit pas d’une invention du XIXe siècle, malgré les affirmations de certaines sources catholiques, y apercevant une machination de la Révolution pour nuire au dimanche, et ainsi à la religion, mais d’une tradition dont les origines se perdent au Moyen Âge.
En France, cette politisation a pour corollaire une forte réaction des élites religieuses, économiques, moralistes et philanthropiques.
Dès la fin du XVIe siècle, les premières interdictions frappent la coutume, par exemple dans le pays de Montbéliard, cela ne l’empêche pas de survivre jusqu’à la Révolution et bien au-delà.
À la fin du XVIIe siècle, durant laquelle une vingtaine de fêtes religieuses sont supprimées, les artisans de Paris ont déjà pris l’habitude de chômer le lundi et un mardi sur deux.
Les élites opposent une forte réaction surtout après l'épisode de la Commune de Paris de 1871. La coutume du Saint Lundi disparaît alors rapidement, en faveur d'un retour au repos dominical.
En Suisse, dans l'industrie horlogère, notamment dans l'Arc jurassien, aux XVIIIe siècle et XIXe siècle, la coutume de chômer le lundi matin ou le lundi toute la journée est une pratique suivie dans les petits ateliers et les petites usines, elle est régulièrement mentionnée dans des sources. La pratique est appelée le lundi bleu.
En Allemagne, la Saint lundi s'appelle Blauer Montag (lundi bleu).
Au XIXe siècle, la coutume consistait à chômer le lundi, voire plusieurs jours de suite. Certains commençaient la journée du lundi pour la finir à midi, d'autres se contentaient de se rejoindre à la sortie de l'atelier. Ils pouvaient ensuite se retrouver au mastroquet, ou bien directement dans une guinguette sans passer par l'atelier.

#### En France
Articles
- Robert Beck, « Apogée et déclin de la Saint Lundi dans la France du XIXe siècle », Revue d'histoire du XIXe siècle, no 29,‎ 2004 (DOI 10.4000/rh19.704, lire en ligne).
- Jean-Pierre Navailles, « À la Saint-Lundi tout est permis ! », L'Histoire, no 343,‎ juin 2009 (lire en ligne).
- Jerry Kaplow, « La fin de la Saint Lundi. Étude sur le Paris ouvrier au XIXe siècle », Temps libre, no 2,‎ 1981, p. 107-118
- Henri Polge, « Le dimanche et le lundi », Annales du Midi : revue archéologique, historique et philologique de la France méridionale, t. 87, no 121 « Commerces, marchands et flottes marchandes »,‎ 1975, p. 15-36 (DOI 10.3406/anami.1975.1586, lire en ligne)
- Henri Polge, « Le dimanche et le lundi », Annales du Midi : revue archéologique, historique et philologique de la France méridionale, t. 2, no 1 « Histoire moderne et contemporaine »,‎ 1989, p. 803-824 (DOI 10.3406/anami.1989.2945, lire en ligne)

Ouvrages
- Denis Poulot, Le sublime ou Le travailleur comme il est en 1870 et ce qu'il peut être : question sociale, Paris, Librairie internationale, 1870 (BNF 32542680, lire en ligne)
Compte-Rendu : Bernard-Pierre Lécuyer, « Poulot Denis, Question sociale. Le Sublime ou le travailleur parisien tel qu'il est en 1870, et ce qu'il peut être.. », Revue française de sociologie, nos 22-4,‎ 1981, p. 629-635. (www.persee.fr/doc/rfsoc_0035-2969_1981_num_22_4_3454)
- Georges Duveau, La vie ouvrière en France sous le Second Empire, Paris, Gallimard, coll. « Suite des temps » (no 14), 1946 (OCLC 3213006, BNF 36254162), p. 243-248
Compte-Rendu : Lucien Febvre, « Georges Duveau, La vie ouvrière en France sous le second Empire », Annales. Économies, Sociétés, Civilisations, no 1,‎ 1951, p. 133 (www.persee.fr/doc/ahess_0395-2649_1951_num_6_1_1930_t1_0133_0000_1)
- Alain Caillaux, Vie et mort de la Saint Lundi au dix-neuvième siècle, mémoire de maîtrise en histoire contemporaine, Paris, Université de Paris VII, 1977
- Didier Nourrisson, Le buveur du XIXe siècle, Paris, A. Michel, coll. « Aventure humaine », 1990, 378 p. (ISBN 978-2-226-04912-4, OCLC 299433235, BNF 35138849)
Compte rendu : Jean-Pierre Poussou, « Didier Nourrisson. Le buveur du XIXe siècle, 1990 », Annales de démographie historique « La démographie de l'Union Soviétique »,‎ 1992, p. 384-386 (lire en ligne)

#### En Europe
- George Davis, Saint Monday ; or, scenes from low-life : a poem, Birmingham, autoédité, 1790 (OCLC 219744656)
- (en) Edward P. Thompson, « Time, Work-Discipline, and Industrial Capitalism », Past and Present, no 38,‎ décembre 1967, p. 56-97 (ISSN 0031-2746, OCLC 4639882971)
- (en) Douglas A. Reid, « The Decline of Saint Monday, 1766-1876 », Past and Present, no 71,‎ mai 1976, p. 76-101 (ISSN 0031-2746, OCLC 4639891096)
- (de) Josef Ehmer et Detlev Puls [dir.], « Rote Fahnen - Blauer Montag. Soziale Bedingungen von Aktions- und Organisationsformen der frühen Wiener Arbeiterbewegung », Wahrnehmungsformen und Protestverhalten. Studien zur Lage der Unterschichten im 18. und 19. Jahrhundert, Francfort, Suhrkamp,‎ 1979, p. 143-174
- Jan Dumolyn et Jelle Haemers, « Mauvais Mercredi et Vendredi saint : Conflits politiques urbains et temps liturgique dans les Pays-Bas du Moyen Âge tardif », Annales. Histoire, Sciences Sociales, Cambridge University Press, vol. 75, no 2,‎ juin 2020 (DOI 10.1017/ahss.2020.127, lire en ligne)